# Lupangue
 (mars 2017).
Le Lupangue est un sommet de l'Ouest de l'Angola. Il est situé dans le Nord-Est de la province de Benguela, à 415 kilomètres au sud de la capitale, Luanda.
Le Lupangue est le point culminant de la province et le second d'Angola. Le sommet, qui fait partie de la serra Lupangue, a une altitude de 2 554 mètres. Cette montagne, d'orientation principalement est-ouest, présente en son centre un versant sud-ouest assez abrupt, dont l'arête faîtière passe par le sommet.
Dans les environs du Lupangue pousse essentiellement une végétation de savane, clairsemée de petits espaces forestiers. Une des plantes les plus communes de cette montagne fait partie du genre Protea. La faune est principalement aviaire. En effet, on a dénombré dans cette région plus de 230 espèces d'oiseaux, dont certaines, comme le cossyphe des grottes ou le gobemouche d'Angola (Melaenornis brunneus), sont en voie de disparition. Les alentours du Lupangue sont peu peuplés, avec 24 personnes par kilomètre carré. Un climat tropical d'altitude règne sur les hauts plateaux de la région. La température moyenne annuelle de la région est de 18 °C. Le mois le plus chaud est août, la température moyenne est alors de 24 °C, tandis que le plus froid est février, avec 14 °C. La pluviométrie annuelle est de 1 640 mm. Le mois le plus arrosé est novembre, avec une moyenne de 302 mm de précipitations, et le plus sec est juin avec 1 mm de pluie.